# Rákospalotai zsinagóga
A rákospalotai zsinagóga ma könyvraktárnak használt egykori zsinagóga Budapest XV. kerületében, Rákospalotán, a Régi Fóti úton.

## Története
A rákospalotai zsidó közösség 1926–1927-ben emeltette a templomot a mai Régi Fóti út mentén, csupán egy házzal beljebb a Szentmihályi út és a Régi Fóti út sarkától. Tervezője Feith Mihály (1892–1976), kivitelezője Feith Gábor (1863–1939) volt.
Az építési költségek fedezésére 1926-ban megjelentettek egy kis, 44 oldalas imakönyvet is, melyben az akkor még csak leendő épület homlokzattervének rajza is látható volt.
A zsinagóga a második világháború után elnéptelenedett. Az épületet az 1960-as évektől kezdve térkép-, illetve az 1980-as évek óta könyvraktárként használják, ekkor vette meg az Országos Széchényi Könyvtár (OSZK). Az épületet ma is az OSZK használja, az egyik raktárrészlege működik benne.

## Képtár

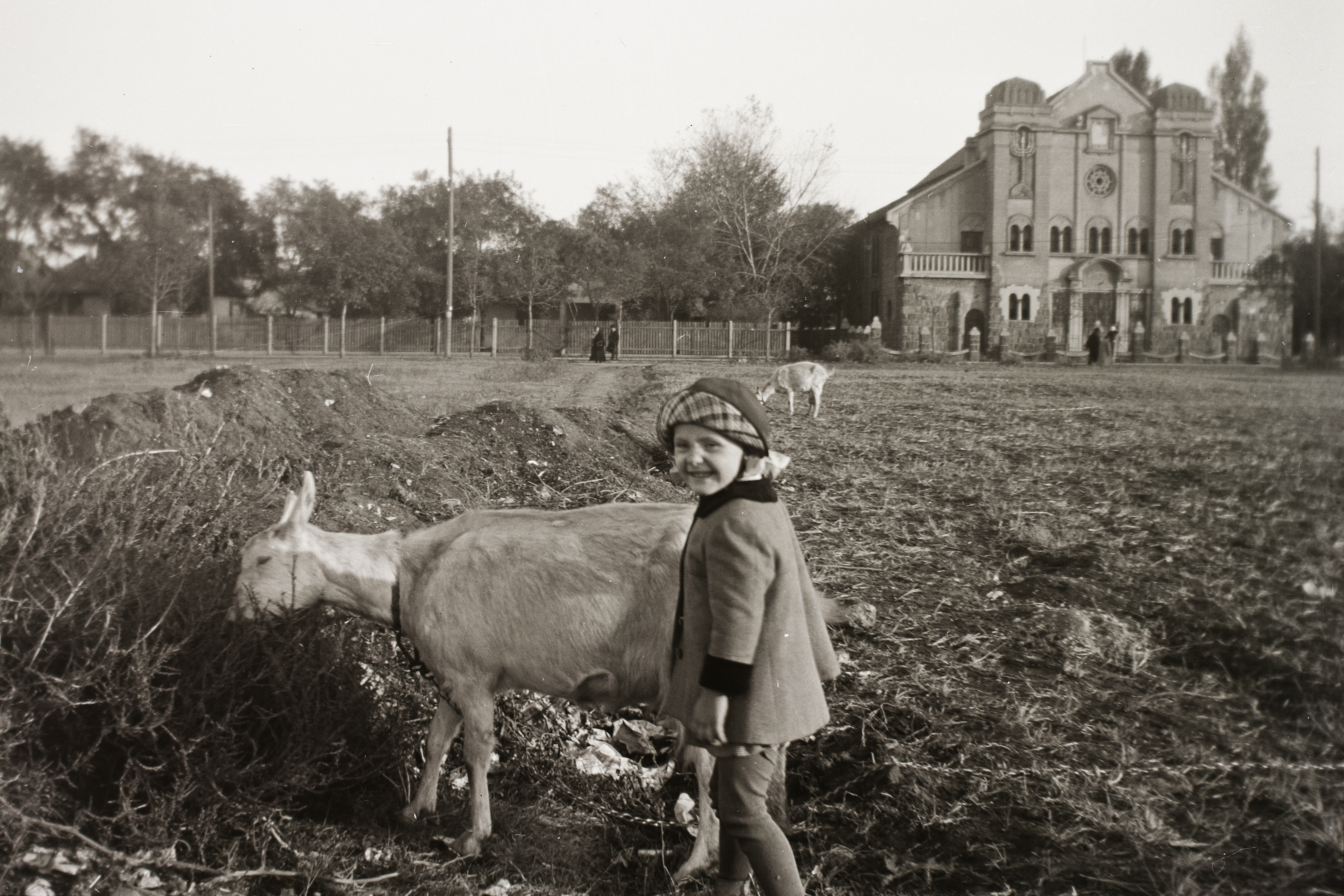
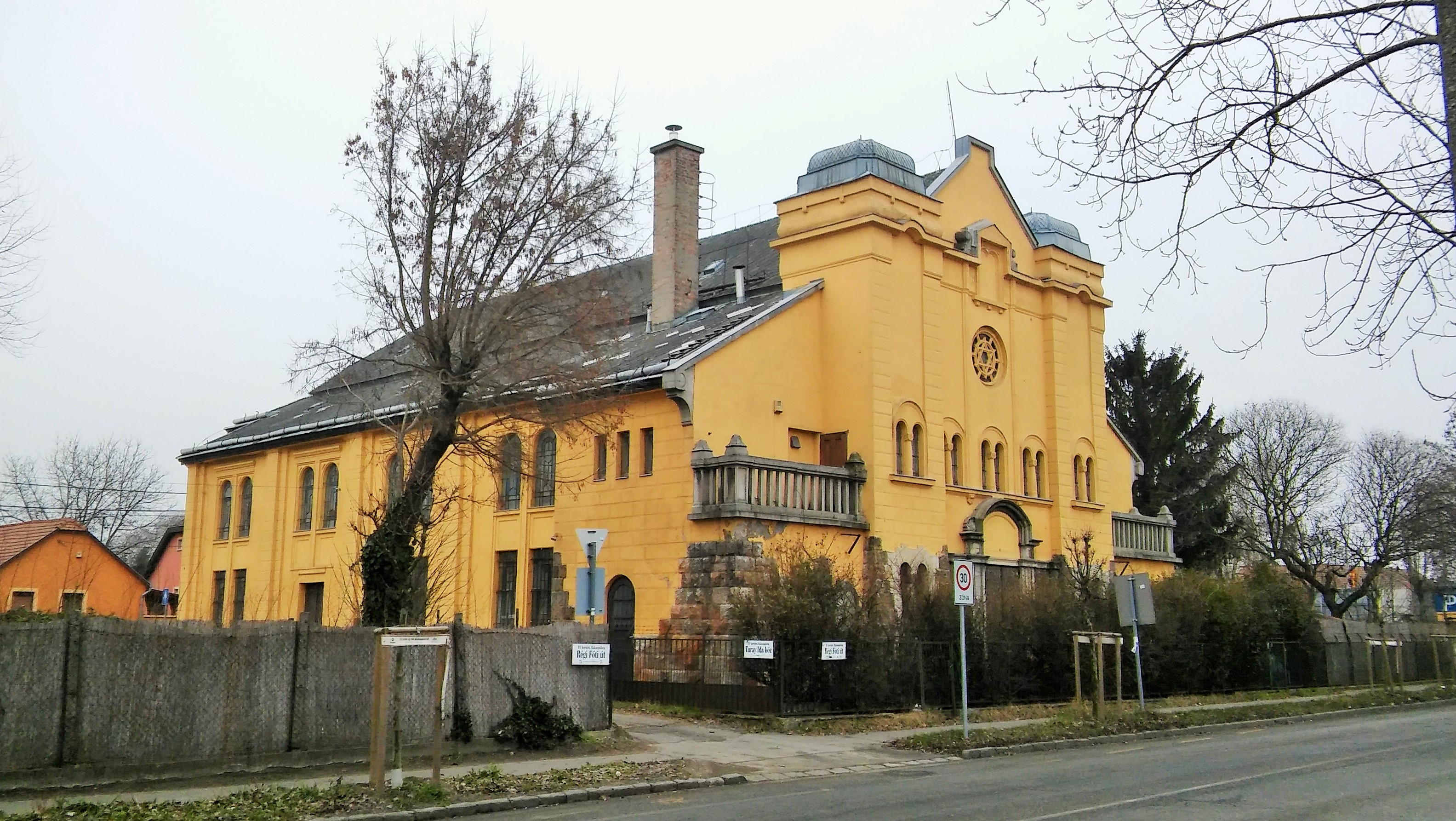
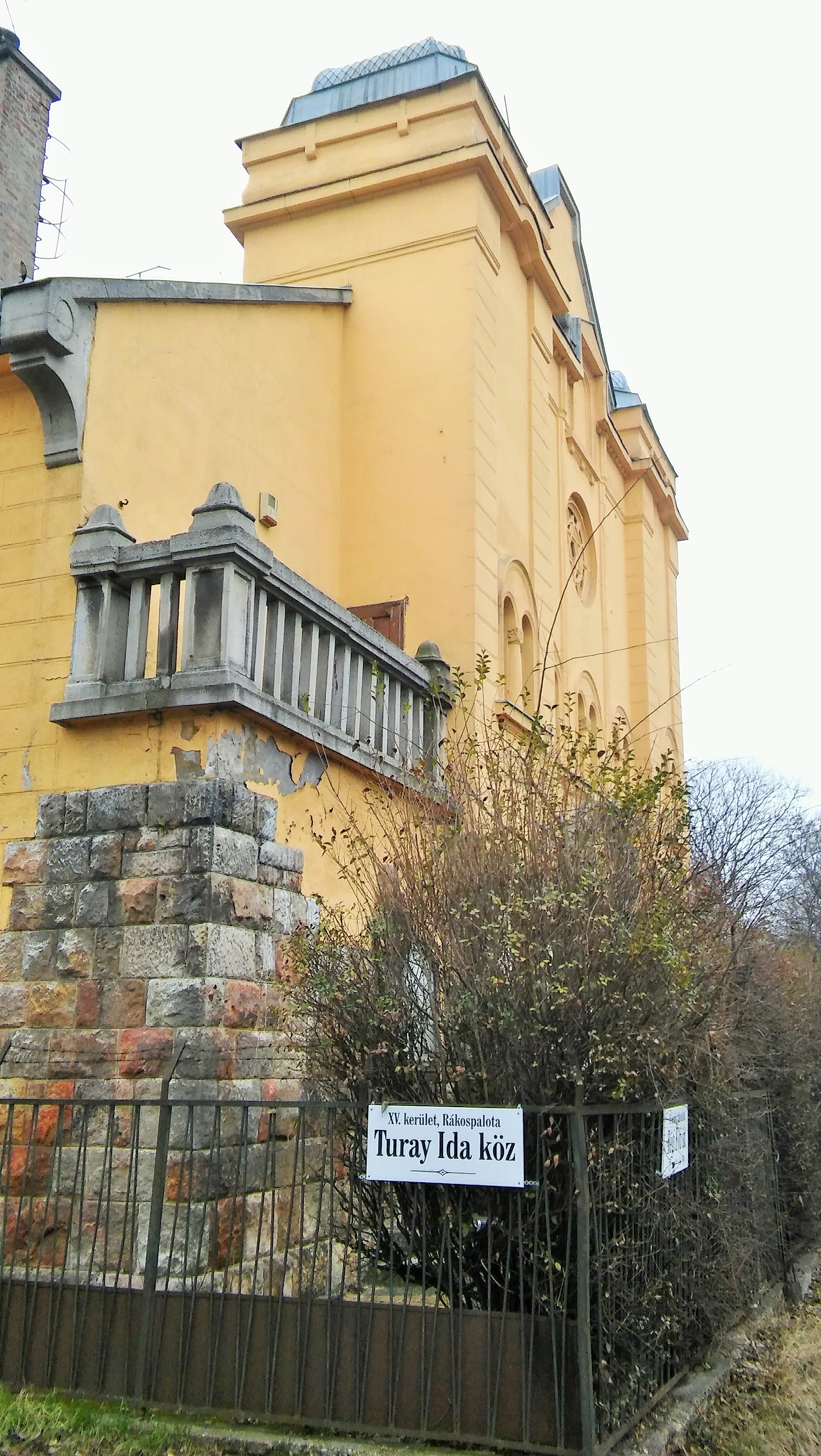
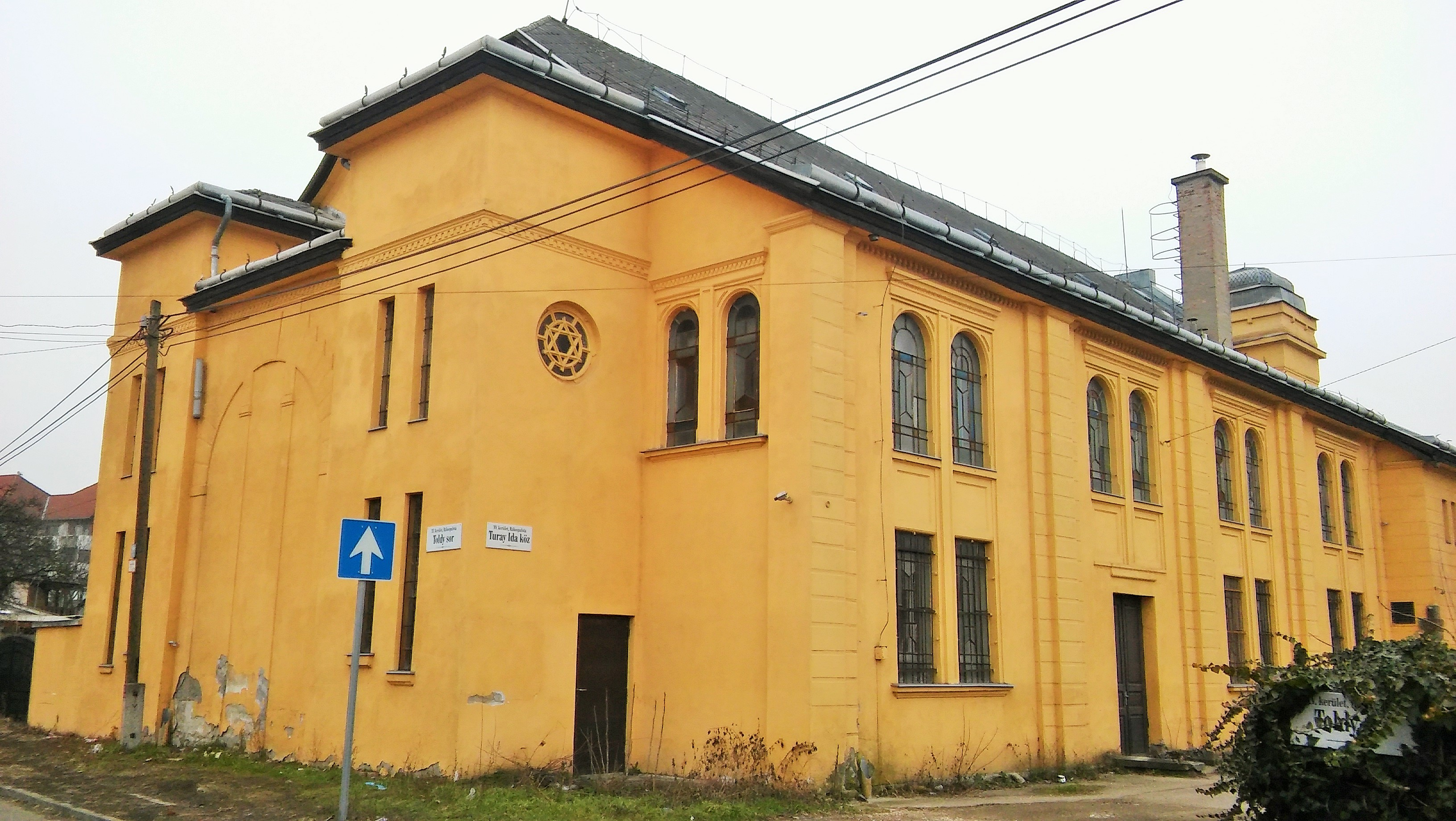
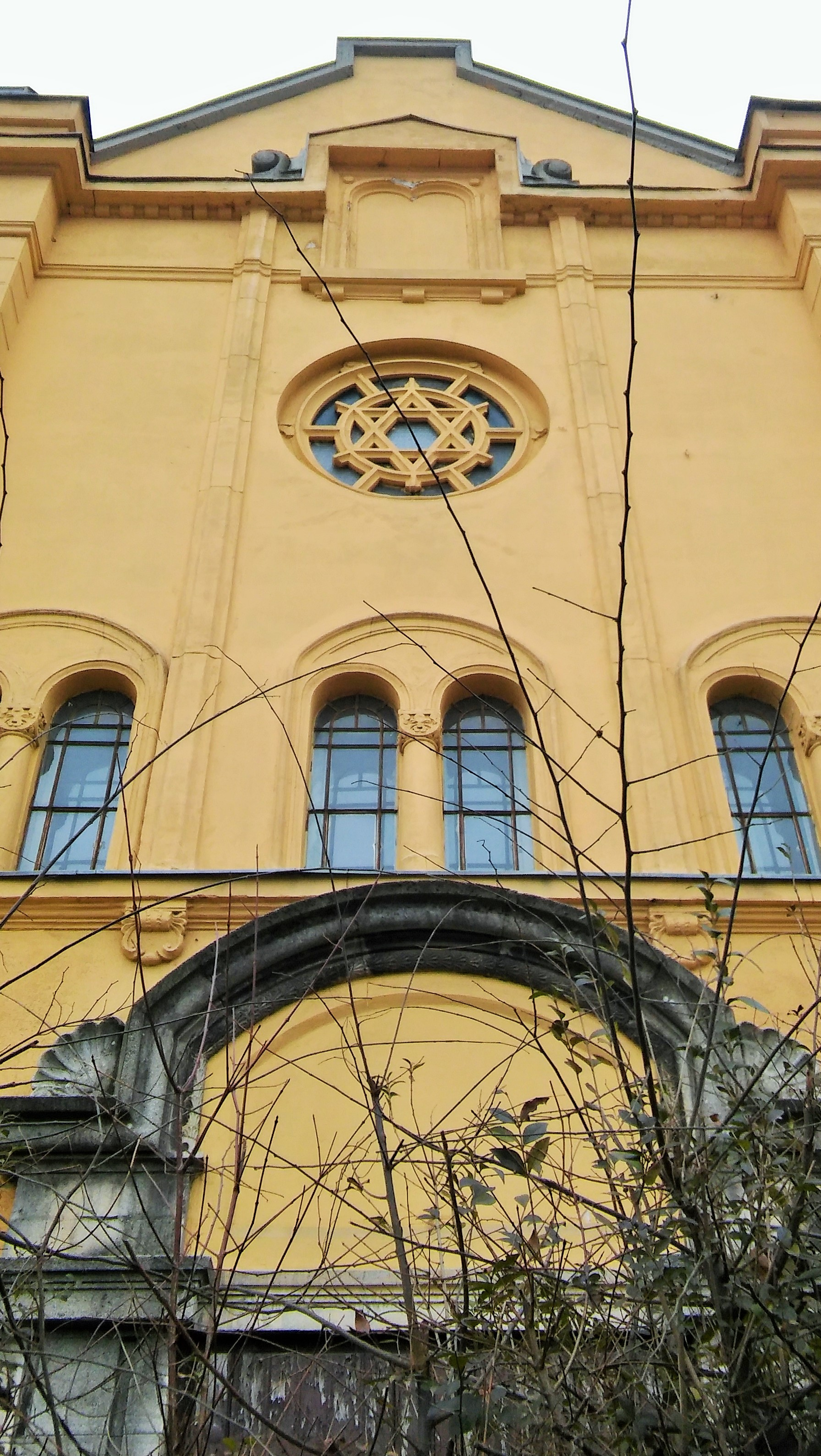
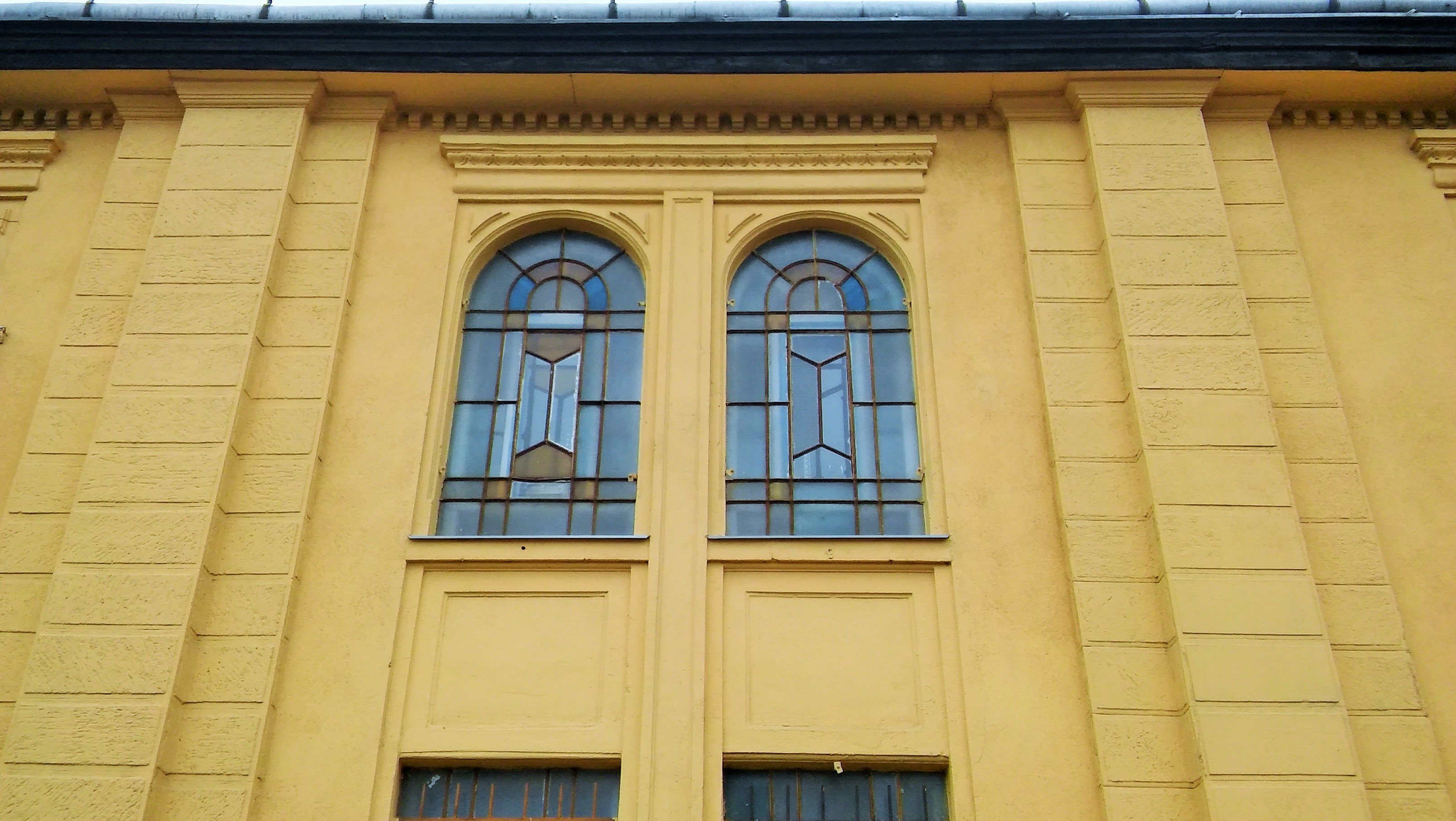
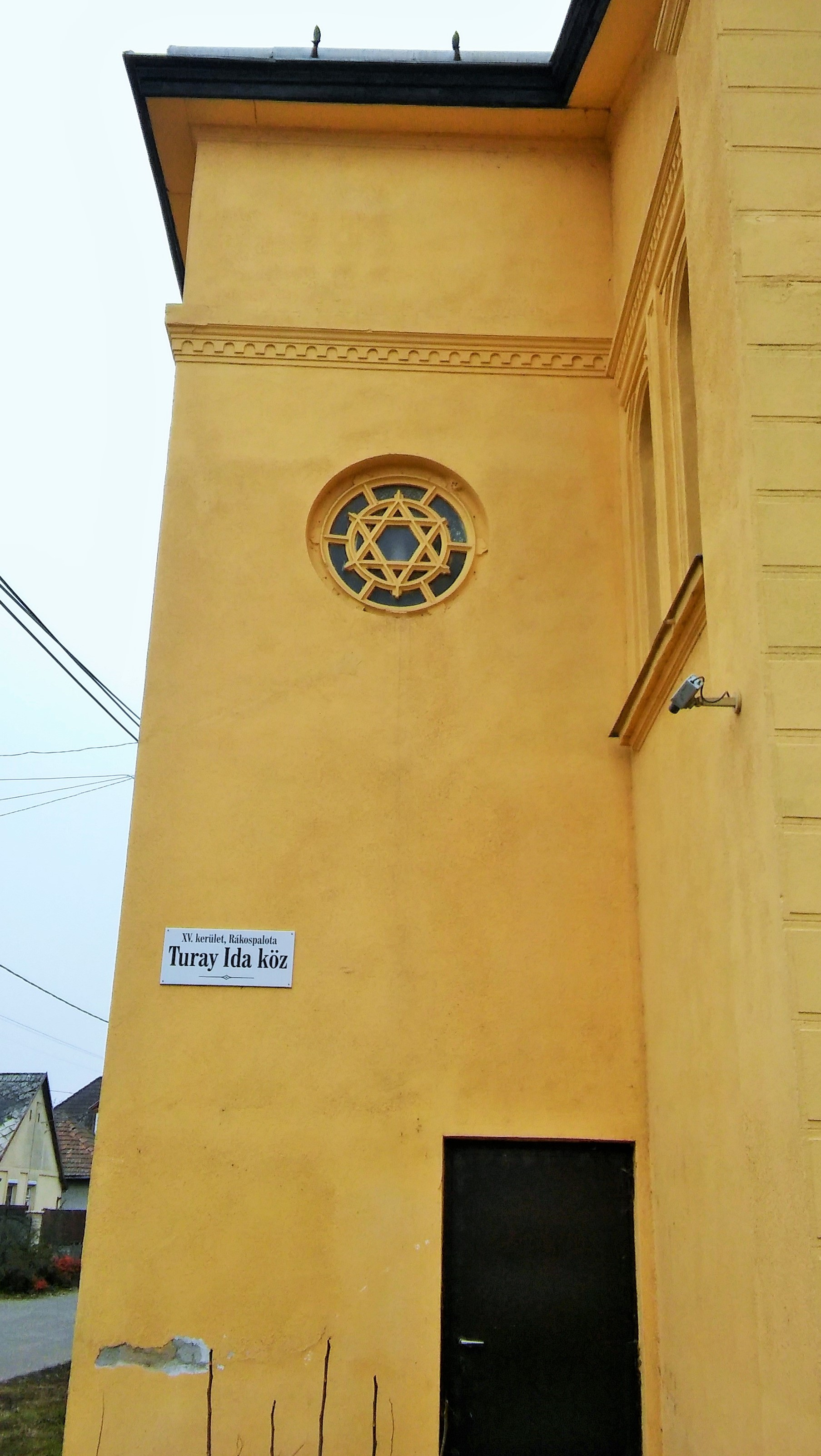
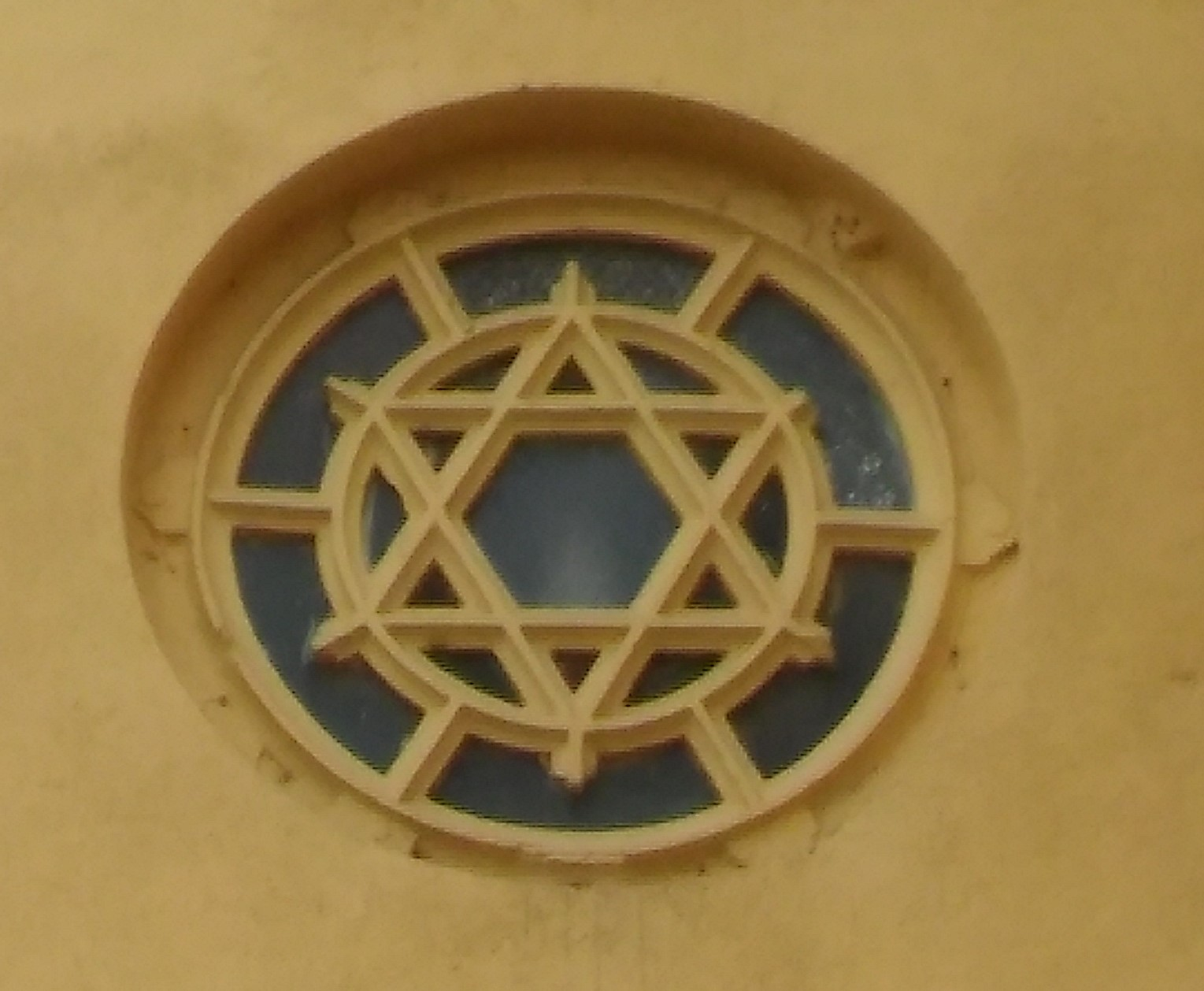
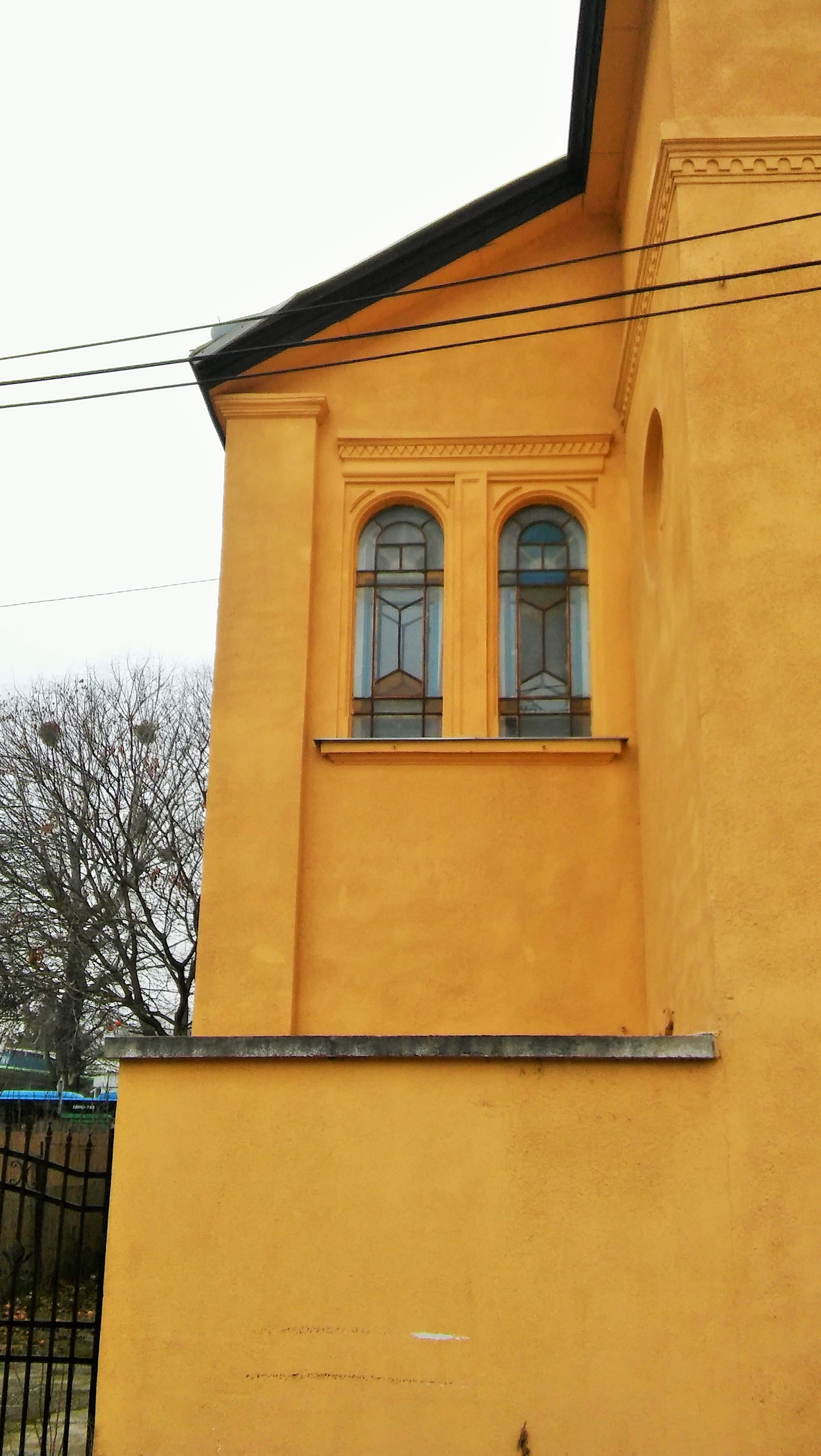
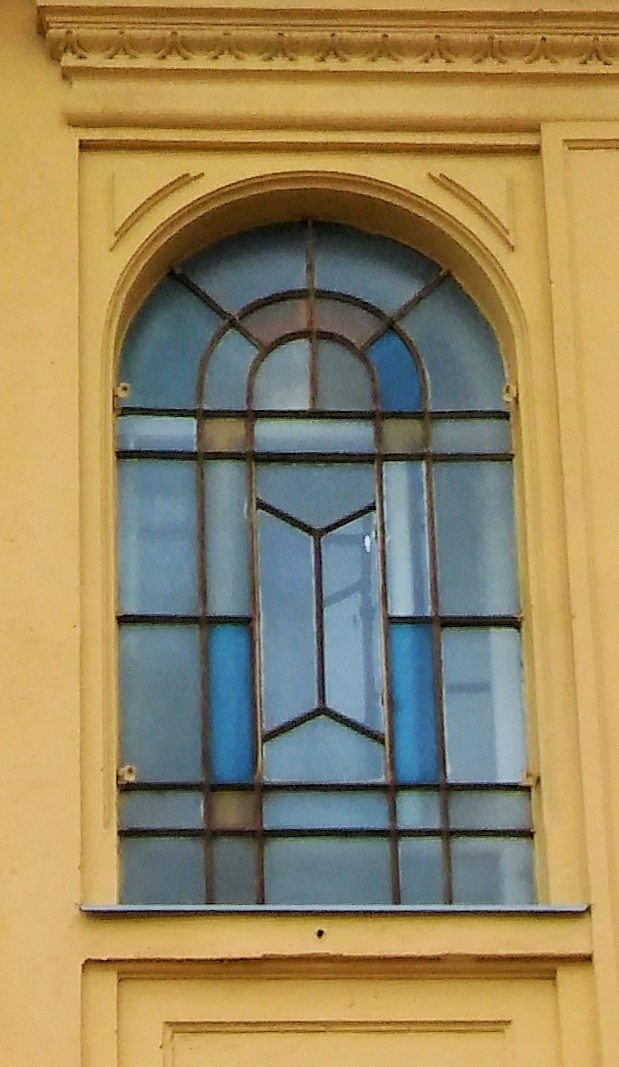
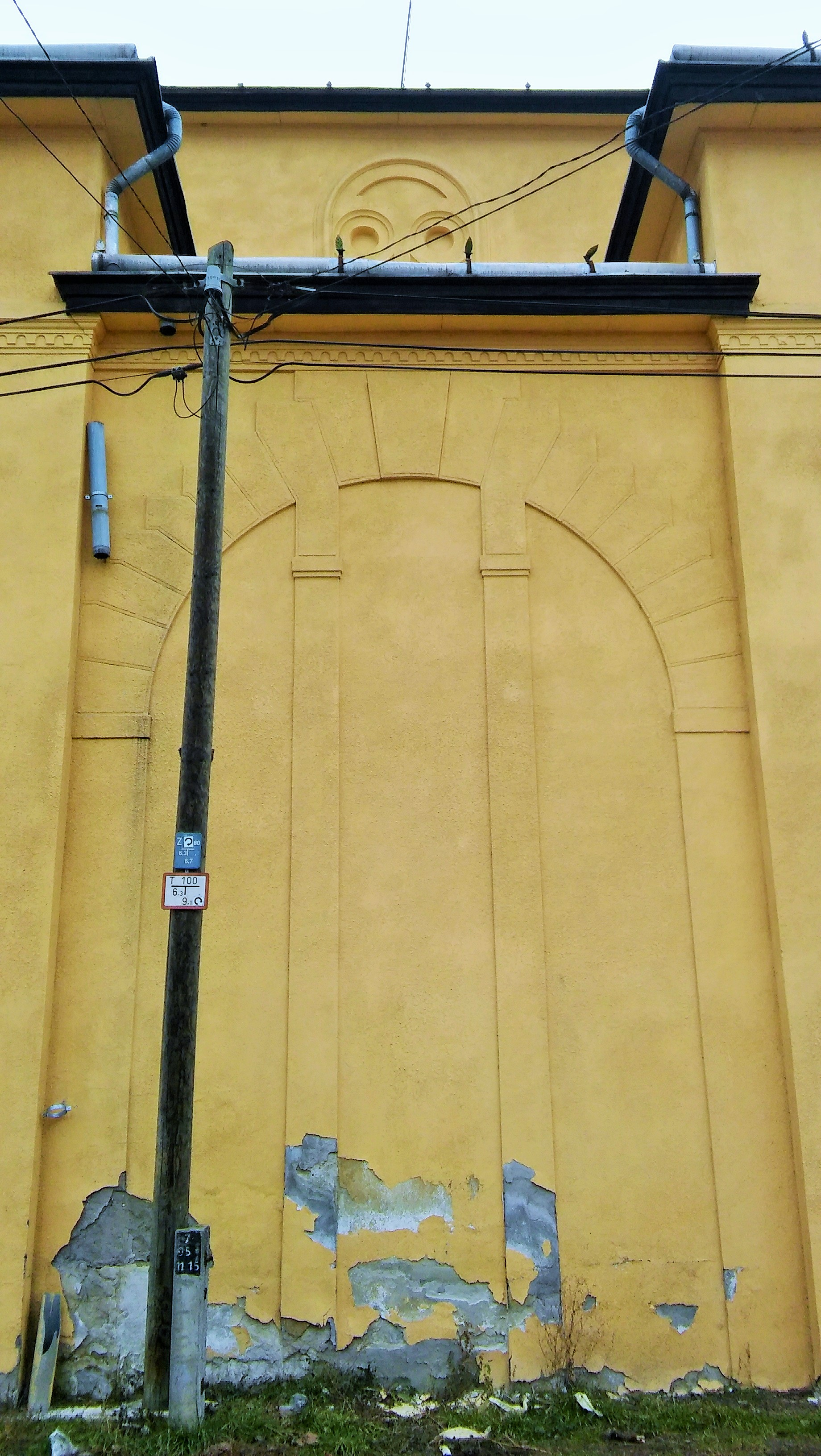
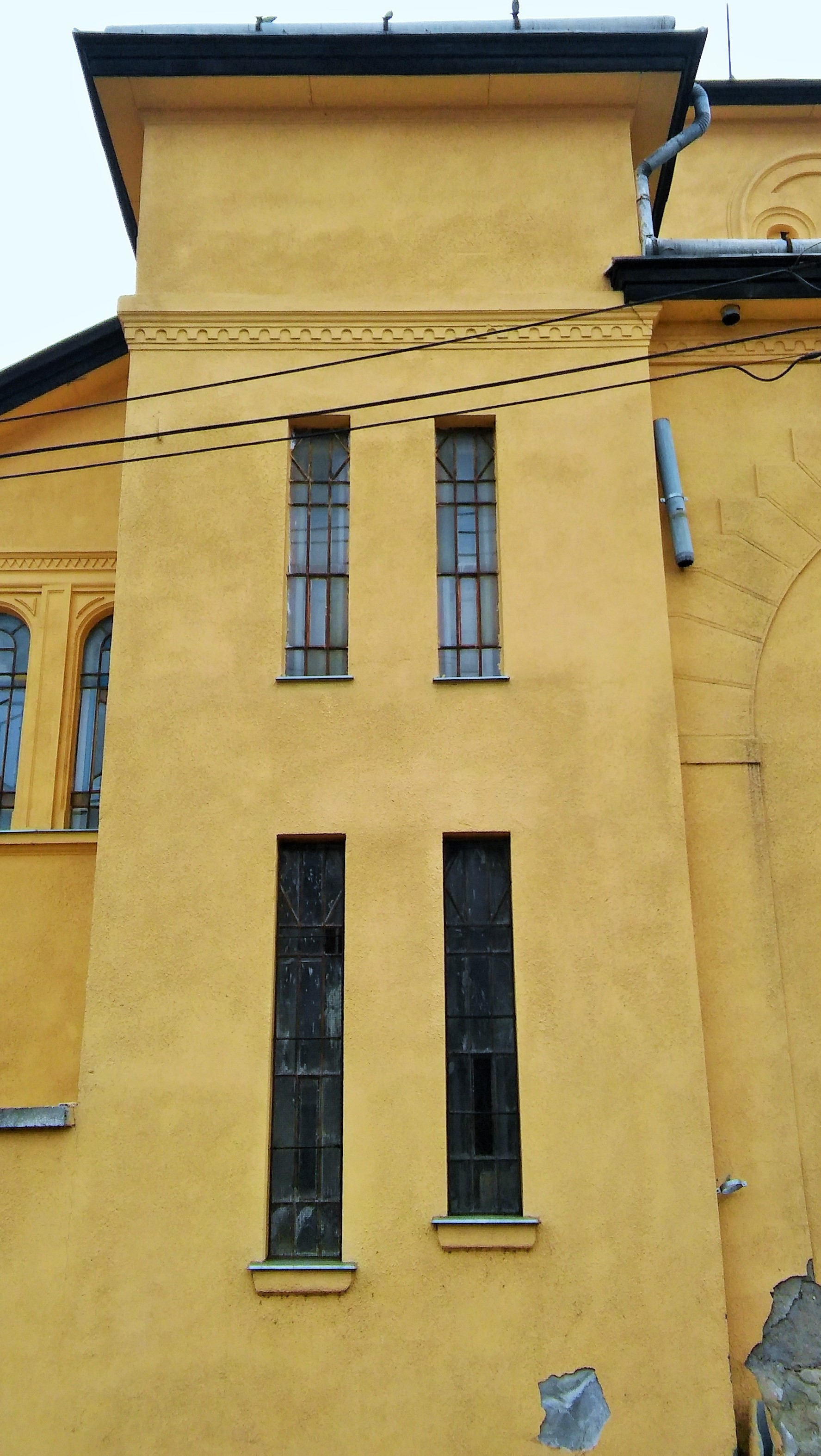